# Parlamentssimulation
Parlamentssimulationen werden an amerikanischen Highschools bzw. an britischen Schulen durchgeführt. Hier können Schüler in einer demokratischen Lernwelt aktiv handeln. Es ist eine Methode der Demokratiebildung. 
Häufig werden die Simulationen als „congress in action“ oder „Model United Nations“ bezeichnet.
Congress in Action ist eine Simulation des Kongresses. Die Teilnehmer bereiten sich anhand von authentischen Materialien auf ihre Rolle als Parlamentarier vor. Jeder Schüler ist in ein Gesetzgebungsverfahren eingebunden und muss dazu ein Positionspapier erarbeiten. Mit dieser Grundlage arbeiten sie in simulierten Ausschusssitzungen und Debatten mit.
Dies funktioniert nur, wenn ein Lehrerteam über einen längeren Zeitraum dies gut vorbereitet. Jede Woche finden in zwei bis vier Unterrichtsstunden Ausschusssitzungen und Debatten statt. Diese Sitzungen werden im Unterricht reflektierend begleitet.
Ziel ist es, anschaulich reale politische Prozesse zu verstehen.